# Ховаєв Ігор Анатолійович
Ігор Анатолійович Ховаєв — російський дипломат. Надзвичайний і Повноважний Посол Росії в республіках Філіппіни, Палау, Маршаллові Острови та Федеративних Штатах Мікронезії. Дипломатичним завданням Ховаєва є прискорене вбудування Росії в торгово-економічні процеси в Азіатсько-Тихоокеанському регіоні та зоні АСЕАН.
Працював у В'єтнамі та департаменті Азії МЗС Росії. Зробив значний внесок у зміцнення російсько-в'єтнамського співробітництва. Нагороджений орденом Дружби.
Ховаєв був членом журі національного етапу одного з найпрестижніших конкурсів краси у світі «Міс Всесвіт-Філіппіни 2016».

## Біографія
Ігор Ховаєв народився 18 січня 1962 року. У 1988 році закінчив факультет міжнародних відносин Московського державного інституту міжнародних відносин .
Ховаєв володіє англійською, французькою та в'єтнамською мовами, з 1988 року  працює в Міністерстві закордонних справ Росії. У 2004—2005 роках обіймав посаду керівника відділу Управління по роботі зі співвітчизниками Департаменту зовнішньополітичного планування. У 2005 році Ховаєв поїхав у В'єтнам працювати радником-посланником при російському послові Вадимі Серафимові, згодом — Андрієві Ковтуні . У 2007 році на виборах до Державної Думи Ховаєв був головою дільничної виборчої комісії № 5054 при посольстві РФ у Ханої . Зробив значний внесок у зміцнення російсько-в'єтнамського співробітництва .
У 2010 році повернувся до Москви на посаду заступника директора Третього департаменту Азії МЗС Росії. В цей час Ховаєв сформулював напрямок дипломатичної роботи таким чином: «Якщо Росія вже зараз не вбудується в торгово-економічні процеси в Азіатсько-Тихоокеанському регіоні та зоні АСЕАН, вона залишиться в стороні, та вже ніколи не зможе надолужити упущені можливості» .
З 2 березня 2015 року президент Путін призначив Ігоря Анатолійовича Ховаєва Надзвичайним і Повноважним Послом Росії в Республіці Філіппіни  і за сумісництвом в Республіці Палау  і Федеративних Штатах Мікронезії . 5 травня 2015 року став Надзвичайним і Повноважним Послом Росії за сумісництвом в Республіці Маршаллові Острови .

## На Філіппінах

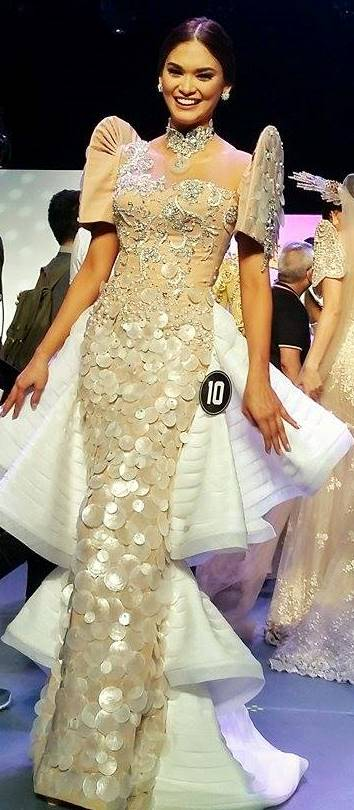
Міс Всесвіт 2015

17 квітня 2016 року Ігор Ховаєв був одним із 12-ти членів журі національного етапу одного з найпрестижніших конкурсів краси у світі «Міс Всесвіт-Філіппіни 2016», що проходив на Smart Araneta Coliseum у Кесон-Сіті. Міс Всесвіт 2015 Піа Алонсо Вуртцбах передала свою національну корону переможниці конкурсу 25-тирічній фотомоделі та дизайнеру інтер’єрів Максін Медіні .

Територіальні претензії приморських держав у Південно-Китайському морі

9 травня 2016 року Філіппіни обрали даваоського мера Родріго Дутерте новим президентом країни . 16 травня Дутерте зустрівся з послами Китаю Жао Янхуа , Японії Казухіде Ішикава  та Ізраїлю Єфі Бен Матітяу .

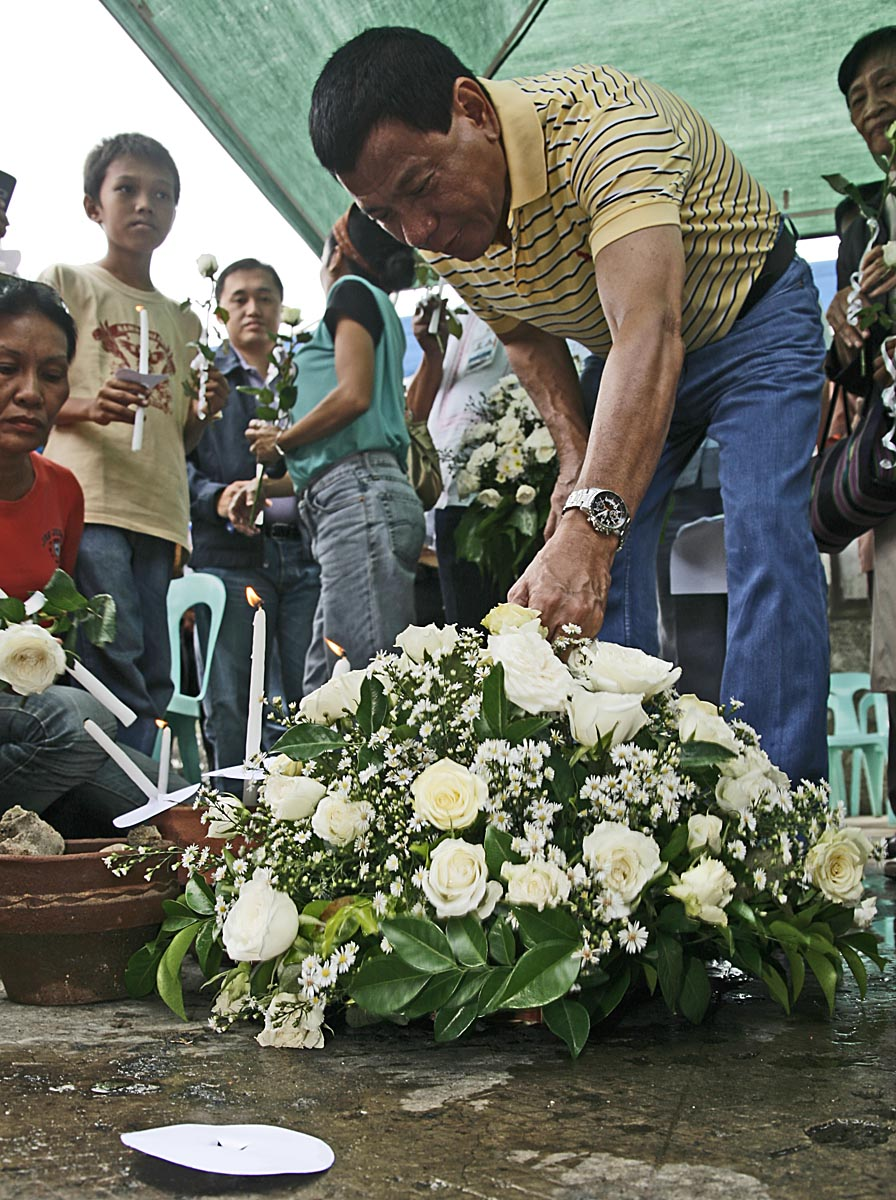
Дутерте покладає квіти на місці теракту в

Дутерте призначив наступну дипломатичну зустріч з послом Росії. Ховаєв прилетів у Давао 18 травня та спілкувався з Дутерте в готелі «Марко Поло». Посол Росії зазначив, що обидві країни постраджали від тероризму, і що Росія набула великого досвіду у війні з терористами. Ховаєв запропонував Дутерте співробітництво у військовій галузі. Шла мова про продажі російської зброї Філіппінам   . Через три тижні Дутерте спростував заяву посла: «Я не веду переговори про військове або військово-технічне співробітництво з будь-ким. Так що нічого подібного не обговорювалося» .
Ховаєв ознайомив Дутерте з потребами російського ринку в тропічних фруктах, зокрема бананах, манго та дуріані . Він назвав двосторонні відносини між країнами дружніми та партнерськіми, які цінуються міжнародною спільнотою через відсутність претензій або політичних протиріч з іншими країнами .
Після Дутерте посол Росії зустрівся в «Марко Поло» з керівниками Філіппінської федерації самбо. Філіппінська федерація була створена саме у місті Давао лише у 2015 році за допомогою Азіатської федерації самбо та провела перший національний турнір 31 березня 2016 року в Давао   . Ігор Ховаєв розповів, що юнаком він займався самбо та пообіцяв філіппінцям свою підтримку та допомогу в налагоджені стосунків з Російською федерацією самбо .

## Дипломатичний ранг
- Надзвичайний і Повноважний Посланник 2 класу (13 квітня 2009) [26].

## Нагороди
- Орден Дружби (Російська Федерація, 2011) [27].